# Nazionale olimpica di calcio dell'Honduras
La nazionale olimpica di calcio dell'Honduras è la rappresentativa calcistica dell'Honduras che rappresenta l'omonimo stato ai Giochi olimpici. È posta sotto l'egida della Federazione calcistica dell'Honduras.

## Partecipazioni ai tornei internazionali

### Giochi olimpici
| Anno | Luogo             | Piazzamento      | V | N | P | Gol  |
| ---- | ----------------- | ---------------- | - | - | - | ---- |
| 1952 | Helsinki          | Non partecipante | - | - | - | -    |
| 1956 | Melbourne         | Non partecipante | - | - | - | -    |
| 1960 | Roma              | Non partecipante | - | - | - | -    |
| 1964 | Tokyo             | Non partecipante | - | - | - | -    |
| 1968 | Città del Messico | Ritirata         | - | - | - | -    |
| 1972 | Monaco di Baviera | Non partecipante | - | - | - | -    |
| 1976 | Montréal          | Non qualificata  | - | - | - | -    |
| 1980 | Mosca             | Non partecipante | - | - | - | -    |
| 1984 | Los Angeles       | Non qualificata  | - | - | - | -    |
| 1988 | Seul              | Non qualificata  | - | - | - | -    |
| 1992 | Barcellona        | Non qualificata  | - | - | - | -    |
| 1996 | Atlanta           | Non partecipante | - | - | - | -    |
| 2000 | Sydney            | Primo turno      | 1 | 1 | 1 | 6:7  |
| 2004 | Atene             | Non qualificata  | - | - | - | -    |
| 2008 | Pechino           | Primo turno      | 0 | 0 | 3 | 0:5  |
| 2012 | Londra            | Quarti di finale | 1 | 2 | 1 | 5:5  |
| 2016 | Rio de Janeiro    | Quarto posto     | 2 | 1 | 3 | 8:14 |
| 2020 | Tokyo             | Primo turno      | 1 | 0 | 2 | 3:9  |
| 2024 | Parigi            | Non qualificata  | - | - | - | -    |

## Tutte le rose

### Giochi olimpici
Calcio ai Giochi Olimpici Estivi 20001 Escobar, 2 Guerrero, 3 Montoya, 4 Izaguirre, 5 López, 6 Paez, 7 Pavón, 8 Rosales, 9 D. Suazo, 10 León, 11 Martínez, 12 M. Suazo, 13 Scott, 14 Ramírez, 15 J. Suazo, 16 Turcios, 17 Chirinos, 18 Valladares, CT: Maradiaga
Calcio ai Giochi Olimpici Estivi 20081 Hernández, 2 Arzú, 3 Molina, 4 Caballero, 5 Norales, 6 Morales, 7 Martínez, 8 Padilla, 9 Pavón, 10 Núñez, 11 Rodas, 12 Claros, 13 Thomas, 14 Bernárdez, 15 López, 16 Sánchez, 17 Álvarez, 18 Enamorado, 20 Delgado, 21 Güity, CT: Yearwood
Calcio ai Giochi Olimpici Estivi 20121 Mendoza, 2 Crisanto, 3 Figueroa, 4 Colón, 5 Velásquez, 6 A. Peralta, 7 Martínez, 8 Mejía, 9 Lozano, 10 López, 11 Bengtson, 12 O. Peralta, 13 Hernández, 14 Najar, 15 Espinoza, 16 Leverón, 17 Garrido, 18 Reyes, CT: Suárez
Calcio ai Giochi Olimpici Estivi 20161 López, 2 Paz, 3 Pereira, 4 Álvarez, 5 Vargas, 6 Acosta, 7 Ramírez, 8 Palacios, 9 Lozano, 10 Salas, 11 Espinal, 12 Quioto, 13 Benavídez, 14 Torres, 15 Banegas, 16 García, 17 Elis, 18 Fonseca, CT: Pinto
Calcio ai Giochi Olimpici Estivi 20201 Güity, 2 Maldonado, 3 Decas, 4 Ca. Meléndez, 5 Cr. Meléndez, 6 Núñez, 7 Reyes, 8 Rodríguez, 9 Benguché, 10 Rivas, 11 Elvir, 12 Perelló, 13 Moya, 14 Pinto, 15 Pineda, 16 García, 17 Palma, 18 Obregón, 19 Martínez, 20 Álvarez, 21 Oliva, 22 Ramos, CT: Falero